# Marcantonio Bragadin (cardinale)
Marcantonio Bragadin (Venezia, 1590 o 1593 – Roma, 28 marzo 1658) è stato un cardinale e vescovo cattolico italiano.

## Biografia
Marcantonio, figlio di Antonio Bragadin, capo del Consiglio dei Dieci della Repubblica di Venezia, e di Cecilia Morosini, apparteneva a una delle maggiori famiglie della città: suo nonno era stato il celebre difensore di Famagosta. Laureato in utroque iure, fu ordinato sacerdote il 28 settembre 1626 a Venezia.
Il 17 marzo 1627 fu nominato referendario del Tribunale della Segnatura Apostolica. Successivamente fu governatore di Fabriano dall'aprile al dicembre 1627, governatore della Sabina dal 17 ottobre 1628 e governatore di Narni dal 28 dicembre 1628.
Il 3 dicembre 1629 fu nominato vescovo di Crema e fu consacrato nella Cappella Sistina il 21 dicembre dello stesso anno dal cardinale Antonio Barberini, assistito da Luca Castellini, vescovo di Catanzaro, e da Giovanni Francesco Passionei, vescovo di Cagli. Il 12 gennaio 1633 fu trasferito alla diocesi di Ceneda e, successivamente, il 3 ottobre 1639 fu trasferito alla diocesi di Vicenza.
Fu creato cardinale nel concistoro del 16 dicembre 1641 e ricevette il titolo cardinalizio dei Santi Nereo e Achilleo. Ritornato in diocesi, si dedicò tutto alla visita pastorale - che dai verbali risultò una tra le più diligenti, complete e dettagliate del periodo - che lo tenne impegnato per parecchi anni, dal 1642 al 1649. Celebrò due sinodi, il primo nel 1647 e il secondo nel 1652.
Secondo il giudizio di uno storico contemporaneo e testimone oculare, il Barbarano: "Fu ed è indefesso nel cresimare e sempre volle assistere all'esame di quelli che vogliono ordinarsi e al concorso dei benefici: vive poi una vita esemplarissima e illibata, onde il popolo vicentino deve con ogni affetto ringraziare Dio che gli abbia dato pastore così esemplare vigilante e sollecito…"
Partecipò al conclave del 1644 che elesse papa Innocenzo X. Il 19 novembre 1646 optò per il titolo cardinalizio di San Marco. Fu camerlengo del Sacro Collegio dei Cardinali dal 10 gennaio 1650 al 9 gennaio 1651. Partecipò al conclave del 1655 che elesse papa Alessandro VII.
Il 14 giugno 1655 rassegnò le proprie dimissioni dalla diocesi di Vicenza. Morì il 28 marzo 1658 a Roma, a Palazzo Venezia.
È sepolto nella basilica di San Marco a Roma.

## Genealogia episcopale e successione apostolica
La genealogia episcopale è:
- Cardinale Guillaume d'Estouteville, O.S.B.Clun.
- Papa Sisto IV
- Papa Giulio II
- Cardinale Raffaele Riario
- Papa Leone X
- Papa Paolo III
- Cardinale Francesco Pisani
- Cardinale Alfonso Gesualdo
- Papa Clemente VIII
- Cardinale Pietro Aldobrandini
- Cardinale Laudivio Zacchia
- Cardinale Antonio Barberini, O.F.M.Cap.
- Cardinale Marcantonio Bragadin

La successione apostolica è:
- Vescovo Giacomo Filippo Tomasini (1642)
- Vescovo Giorgio Cornaro (1642)
- Vescovo Francesco Manola (1643)
- Vescovo Marco Antonio Martinengo (1643)
- Vescovo Baldassarre Bonifazio (1653)
- Vescovo Francesco Andronico (1653)
- Vescovo Maurizio Doria (1654)
- Papa Alessandro VIII (1654)
- Vescovo Giovanni Battista Brescia (1655)
- Vescovo Pietro Martire Rusca, O.F.M.Conv. (1656)
- Vescovo Giacomo Vianol (1656)
- Cardinale Gregorio Barbarigo (1657)